# Petronella Simonsbacka
Sara Elvira Petronella Simonsbacka, född 26 juni 1971 i Kiruna, död 1 november 2021 i Göteborg, var en svensk journalist och författare.
Hon växte upp i Skövde från 12 års ålder. Petronella Simonsbacka skrev och läste in ljudböcker, samt medverkade i ett flertal antologier utgivna på olika förlag. Debutromanen Nytt liv sökes är en kärleksroman som utspelar sig på Lofoten och i Marocko. Hennes andra bok Livshungrig, som bygger på bloggen med samma namn, handlar om att överleva cancer. Den tredje, Evighetstalet, är också en feelgood-romance, som utspelar sig i Alingsås. I juni 2019 var hon AIR Litteraturstipendiat i Västra Götalandsregionen och hon har tidigare talat på Smålands Litteraturfestival om hur det är att skriva för den digitala marknaden. Petronella Simonsbacka var redaktör och ansvarig utgivare för den nu nedlagda tidskriften Kulturopportunisten, som gav ut handbundna böcker i liten upplaga.
Under augusti 2020 publicerades hennes äventyrsroman Röda ögon i natten på Joelsgården Förlag. Boken utspelar sig till stor del i Falköping. År 2021 deckardebuterade hon med Morden på Kungsberget, som gavs ut i samband med Bokdagar i Dalsland.
Petronella Simonsbacka är begravd på Stenstorps kyrkogård.

### Skönlitteratur
- Morden på Kungsberget, Joelsgården Förlag, Saga Egmont, 2021 [21]
- Röda ögon i natten, Joelsgården Förlag, 2020 [22]
- Evighetstalet, Saga Egmont, 2020 [23]
- Livshungrig, Saga Egmont, 2019 [24]
- Nytt liv sökes, Saga Egmont, 2018 [25]

### Facklitteratur
- Från skrivtorka till flow, Joelsgården förlag, 2020,[26] skriven tillsammans med Christina Gustavson.
- Hon talade yiddish, Kulturopportunisten via BoD, 2020,[27] ljudboken utgiven av Saga Egmont Förlag, 2020 [28]
- Programmering för Humanister, Kulturopportunisten via BoD, 2020 [29]

### Medverkan i antologier
- Från blogg till bok ur antologin Skriv om ditt liv, Ariton Förlag, 2019 [30]
- Monologen och rösterna ur antologin Stolt, RFSL, 2019 [31]
- Konsten att bli konstnär ur antologin Över mållinjen, Ariton Förlag, 2018 [32]
- Ett mord så vitt jag minns det ur antologin Debut i död, Axplock förlag, 2010, 2013.[33]